# Elevador de Santa Justa
O Elevador de Santa Justa, também referido como Elevador do Carmo, é um sistema de transporte público, situado no centro da cidade de Lisboa, no distrito de mesmo nome, em Portugal. Liga a rua do Ouro e a rua do Carmo ao largo do Carmo e constitui-se num dos monumentos mais interessantes da Baixa de Lisboa. É composto por uma torre metálica onde circulam duas cabinas, e por uma passadeira que liga o piso superior à zona do Carmo. A estrutura do elevador é composta por ferro fundido, e utiliza um esquema inspirado no estilo neogótico. Foi construído sob a gestão do distinto engenheiro Raoul Mesnier du Ponsard, conhecido por ter feito outros projectos do mesmo tipo em território nacional. Este elevador foi planeado desde a década de 1890, mas o projecto só foi aprovado pela Câmara Municipal de Lisboa em 1900, ano em que se iniciaram as obras. Durante a construção, uma das fases mais impressionantes foi a deslocação do viaduto e do pilar de suporte para as suas posições respectivas, manobra que foi executada através da rotação dos componentes inteiros. O elevador foi inaugurado em 1902.
A bilheteira localiza-se por trás da torre, sob os degraus da rua do Carmo. Os passageiros podem subir ou descer pelo elevador dentro de duas elegantes cabinas de madeira com acessórios de latão.
O Elevador de Santa Justa está classificado como Monumento Nacional desde 2002.

## Descrição
O Elevador de Santa Justa é composto por uma torre metálica, e por um passadiço também em metal com 25 m de comprimento. A diferença entre os níveis dos elevadores é de 45 m.
Construído com o emprego do ferro fundido, encontra-se decorado com filigrana rendilhada, num estilo de inspiração neogótica. O alto da torre, acedido por uma estreita escada em caracol, é ocupado por esplêndidas vistas sobre o Rossio, a Baixa de Lisboa, o Castelo de São Jorge na colina oposta, o rio Tejo e as ruínas da Igreja do Convento do Carmo.
Liga a Rua do Ouro ao Largo do Carmo, unindo desta forma as zonas alta e baixa da cidade.
Segundo a descrição de 1902, as cabinas eram de madeira ornamentada, contando com vários elementos decorativos, e estavam ligadas a um cabo de suporte, que poderia aguentar um peso até 115 mil Kg antes de se romper, valor muito superior à tracção máxima prevista, de 6000 Kg, caso fossem desligadas as duas cadeias Galle de tracção que ligavam as cabinas às máquinas. Embora estas cadeias apenas tenham sido montadas para transmitir o movimento dos motores, também ajudavam a aguentar o peso das cabines, adicionando uma resistência de 24 mil Kg. Caso o cabo e as correias se partissem, existiam também dois sistemas de travagem, um automático e outro manual, este último concebido de forma a parar uma cabina em qualquer ponto do percurso, de forma isolada da outra cabina. O cabo foi instalado na cabina de forma a ser tão difícil quanto possível de se desligar, pelo que o risco mais provável seria o do próprio cabo se romper. As cabines eram movidas por duas máquinas, cada uma de dois cilindros utilizando o quadrante de Stephenson, para inversão de marcha. Cada uma poderia funcionar de forma independente da outra, ou em conjunto, caso fosse necessária uma força extraordinária, tendo dessa forma os manípulos de ambas sido instalados lado a lado num só local, de forma a que o maquinista pudesse trabalhar com ambas ao mesmo tempo. A transmissão do movimento da máquina, para o veio do guincho onde passam as cadeias de movimento das cabines, era feita pelas correias Galle, cujas rodas reduziam a velocidade da máquina à do guincho, na proporção que era necessária para que a velocidade normal das cabines fosse de 0,5 m por segundo. O sistema das cadeias Galle tinha a vantagem de produzir um movimento silencioso e suave, ao contrário do que aconteceria caso tivessem sido utilizadas engrenagens rectas para a redução.

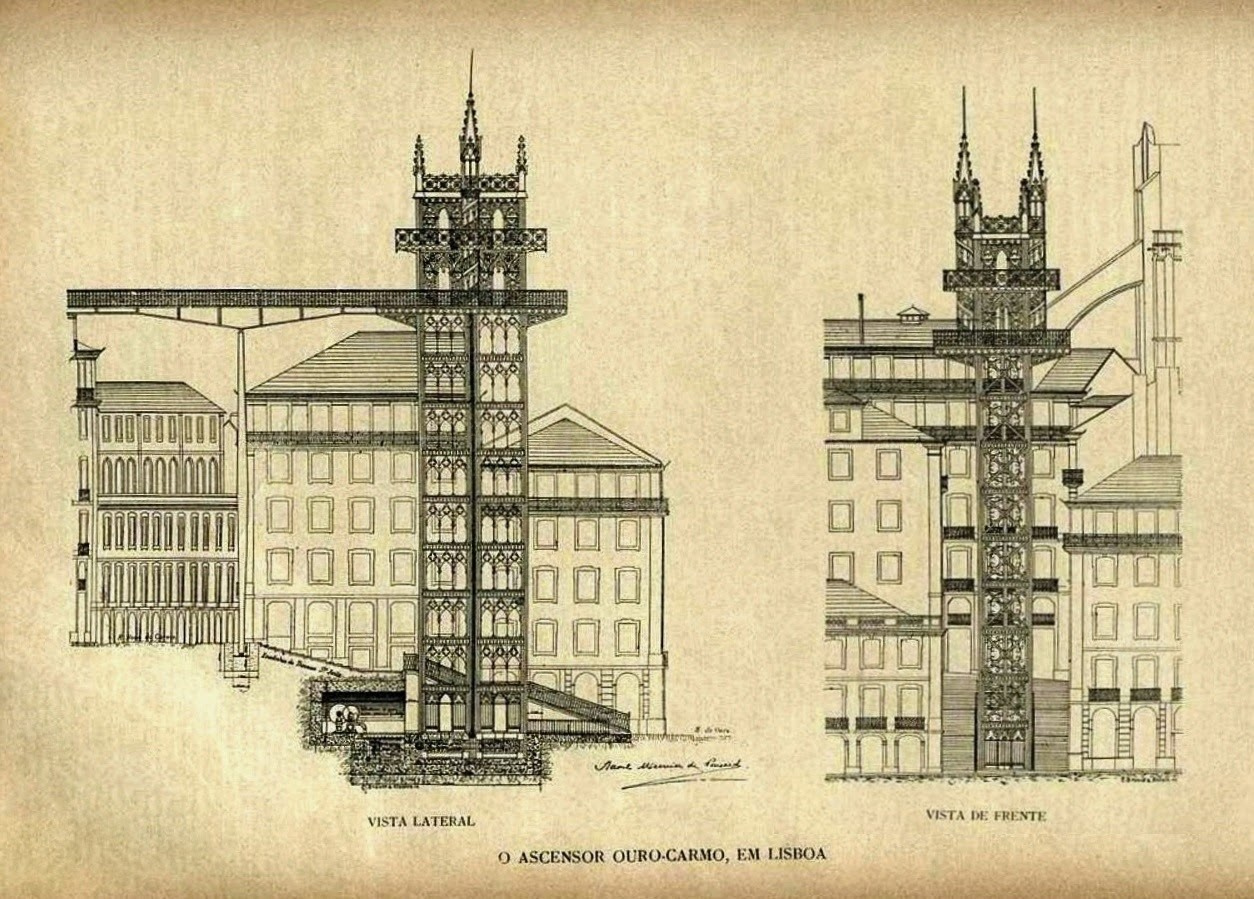
Projecto do elevador de Santa Justa.

## História

### Planeamento
A estrutura, em estilo neogótico, foi construída na viragem do século XIX para o XX com projeto do engenheiro Raoul Mesnier du Ponsard, que também se responsabilizou por outros similares no país. Contrariando a afirmação popular, não está comprovada a ligação deste engenheiro a Gustave Eiffel. O que se sabe é que tanto Ponsard quanto o arquitecto francês Louis Reynaud aplicaram nestes elevadores algumas das técnicas e materiais já utilizados em França.
Mesnier de Ponsard tinha iniciado a sua carreira com o Elevador do Bom Jesus em Braga, inaugurado em 1882, tendo depois lançado a construção de vários sistemas deste tipo pelo país, especialmente em Lisboa onde instalou, sob a égide da sua empresa NCAML, os ascensores da Bica, Glória, do Chiado, Biblioteca e de Santa Justa, entre outros.
A Gazeta dos Caminhos de Ferro de 16 de Outubro de 1892 relatou que Raul Mesnier de Ponsard tinha pedido autorização à Câmara Municipal de Lisboa para construir um elevador entre a Rua Nova do Carmo e o Largo do Carmo, junto ao museu arqueológico. A estrutura do elevador seria composta por uma torre metálica, ocupando um rectângulo com 3 m de largo e 6 m de comprimento, no alto das escadinhas de Santa Justa, e por uma passadeira também em metal que terminaria num jardim no Largo do Carmo, passando por cima de prédios na Rua Nova do Carmo. A concessão teria a duração de 99 anos, e o elevador seria utilizado no transporte de passageiros e volumes.
Em 1 de Junho de 1896, a Gazeta dos Caminhos de Ferro informou que o Sr. Lusseau, concessionário para a construção de um parque no alto da Avenida da Liberdade, tinha protestado na Câmara Municipal de Lisboa contra a concessão de Raul Mesnier de Ponsard.

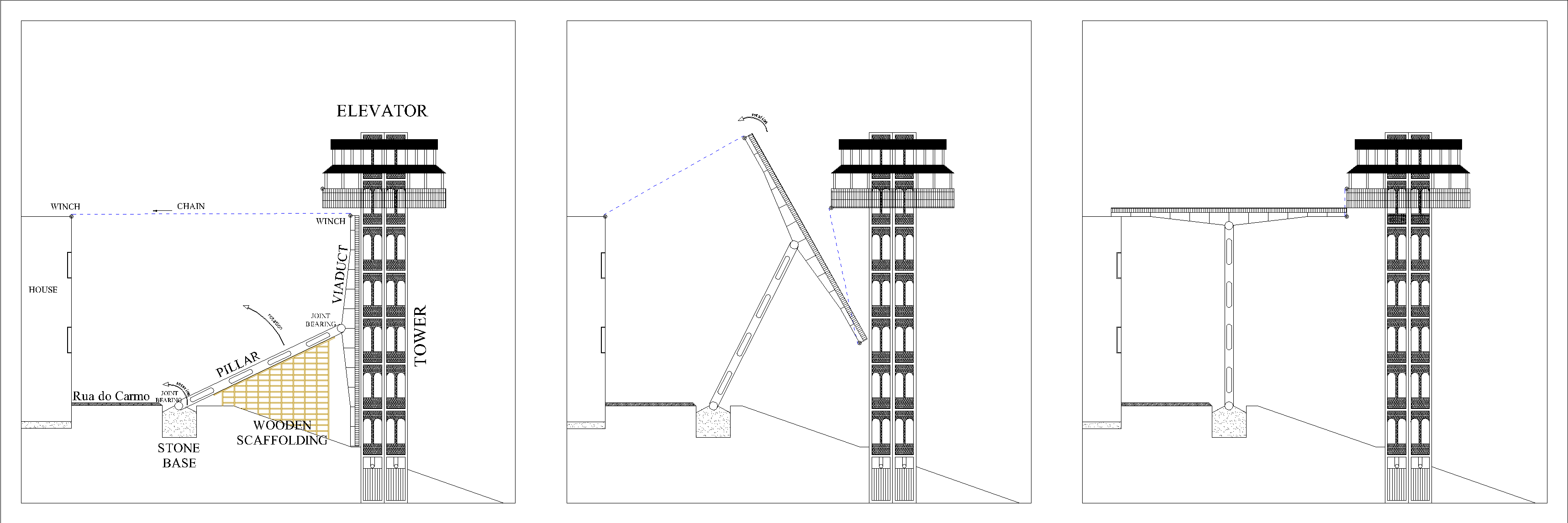
Desenho do processo de instalação do viaduto, em 31 de Agosto de 1901.

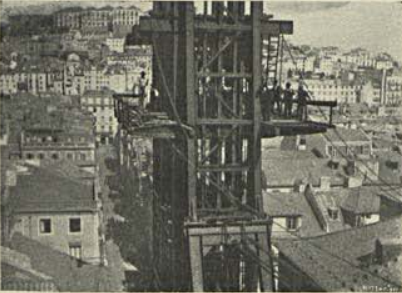
Situação antes de se iniciar a manobra, com o viaduto ainda na vertical e paralelo à torre do ascensor, enquanto que o pilar central estava na diagonal.

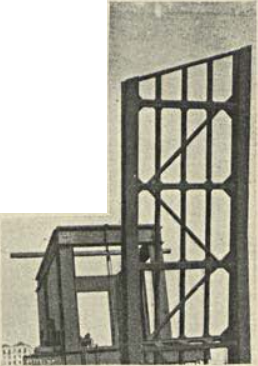
Início da manobra de rotação do viaduto.

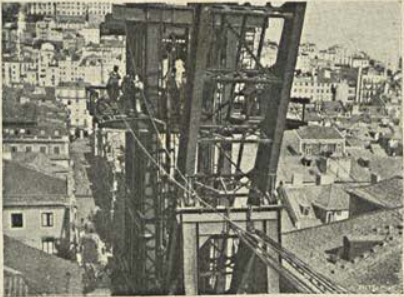
Continuação da manobra, vendo-se o pilar a rodar em simultâneo com o viaduto.

### Construção
Em 1 de Maio de 1900, a Gazeta reportou que já se estava a trabalhar na estrutura metálica e na passadeira do elevador do Carmo, e que Mesnier de Ponsard tinha declarado que as obras estariam concluídas em Setembro. Em 1 de Julho desse ano, a Gazeta noticiou que a Câmara Municipal tinha aprovado os projectos definitivos para o ascensor do Carmo. No dia seguinte, iniciou-se a instalação da casa das máquinas e pirâmide do elevador.
Em 16 de Julho, relatou que já se estavam a fazer os movimentos de terra nas escadas de Santa Justa, no local onde se iriam erguer as torres. Informou igualmente que Mesnier de Ponsard já tinha feito várias alterações no projecto, como a diferença de altura entre os dois níveis, que passou a ser de 31,92 m em vez de 30 m.. Outra modificação foi no sistema de tracção, que originalmente utilizava o peso da água elevada para um reservatório superior por uma bomba de 6 cv a gás, e que passou a ser através de uma máquina a vapor que movia directamente os tambores e o cabo, ligado às duas cabinas. Este sistema de água, já utilizado noutros ascensores em Lisboa, consistia em dois depósitos de água, um em cada veículo, que na cabina descendente ia cheio, de forma a fazer um peso superior ao da outra cabina, onde o depósito ia vazio. A Gazeta dos Caminhos de Ferro elogiou o desenho do elevador, em especial o uso de arcos ogivais em vez de cruzes de Santo André, como tinham sido aplicados no Ascensor do Município, que davam à torre do Carmo um ar mais leve e gracioso. No entanto, criticou o facto do elevador ser movido por uma máquina a vapor, tendo aconselhado o uso da electricidade, que poderia ser fornecida por um motor ou pela rede de uma empresa privada. Além de mover as cabinas, a energia eléctrica também podia ser utilizada na iluminação da torre e nos sistemas de travagem, e possibilitaria a instalação de uma passadeira rolante no viaduto superior, como tinha sido idealizado num projecto semelhante em Bruxelas, enquanto que uma máquina a vapor ocupava demasiado espaço e gerava muita poluição. Nessa altura, Mesnier calculou que as obras de construção ficariam terminadas em Novembro. A instalação do elevador do Carmo foi elogiada pela maior parte da imprensa nacional, excepto pela Gazeta de Obras Públicas, que levantou dúvidas sobre a utilidade deste empreendimento para a cidade. O projecto para o elevador foi descrito desta forma: «uma torre dulpa [sic] serve de guia a duas camaras ascensoras, de supporte á arvore da roldana em cujo gorne passa o cabo de aço a que se prendem as mesmas camaras, e de pilar ou encontro ao banzo d'um passadiço metallico para o terraço da casa do sr. conde de Thomar. O passadiço apoia-se n'uma flecha vertical assente e articulada no cimo das escadas de Santa Justa e prolonga-se em falso, á maneira de cachorro, até ao terraço que se deve construir na parte superior da casa de aquelle titular. Assim se acrescenta a comunicação para o jardim do Carmo, onde liga por outro passadiço muito singelo. Este terraço será construído pelo processo de formigão armado e cercado por uma balaustrada. As camaras d'ascensão comportam 24 pessoas. O machinismo de segurança é analogo ao do ascensor Bibliotheca, analogo é tambem o machinismo motor. O cabo tem 50 mm de diametro e abraça 180º na gola da roldana de suspensão, que tem o diametro de 4,450 mm de fundo. A machina é a vapor, vertical, de alta pressão, sem condensação, com dois cilindros. A disposição geral é a do elevador Bibliotheca.».
Em 31 de Agosto de 1901, foi lançada a ponte do elevador do Carmo, manobra que durou entre as 14 e as 18 horas, e a que assistiu um grande número de convidados. A ponte, com cerca de 25 m de extensão, ligava a torre do elevador a um terraço que tinha sido construído no telhado de um prédio do Conde de Tomar. Para a construção da ponte, tinham sido impostas várias condições, como a obrigação de não ter quaisquer suportes nas paredes do prédio, e a proibição de se colocarem andaimes ou materiais na Rua do Carmo, de forma a não obstruir aquela artéria e diminuir os riscos de segurança. Além disso, o pilar deveria ficar dentro do recinto onde estavam as obras das torres, de forma a ocupar o menor espaço possível. Desta forma, surgiu a ideia de construir o viaduto de forma a que ficasse articulado pelo meio do extremo do pilar, ficando o final do viaduto, do lado das torres, articulado nestas, enquanto que o outro lado, até ao terraço, ficaria sem apoios, com uma grande consola ou cachorro a meio do viaduto. As várias partes do viaduto foram postas a partir das torres, com uns troços cravados nos outros. Desta forma, o viaduto ficou chapado contra as torres pelo lado que seria depois o piso, enquanto que o meio do viaduto ficou voltado para a rua do Carmo, com as correspondentes chumaceiras de articulação cravadas definitivamente, e o eixo geométrico das mesmas em linha recta. A altura do eixo de articulação foi determinada pela distância ao eixo de articulação do pilar no solo. Depois, iniciou-se a montagem do pilar oscilante, usando como base um forte bloco de betão que tinha sido enterrado no solo. Primeiro, colocaram-se os calços para as chumaceiras do eixo de articulação da base do pilar, e depois foi instalado um andaime inclinado apoiado nas torres, sendo o leito do plano inclinado para montar sucessivamente o pilar oscilante, a partir da articulação do viaduto. A operação decorreu sem problemas, tendo a parte superior do pilar acertado exactamente com o eixo do viaduto. Depois foram colocados os cavilhões nos eixos de articulação e foi concluída a instalação dos resguardos para assegurar a estabilidade dos componentes, deixando desta forma o sistema pronto para depois ser lançado para a sua posição definitiva. Dois aparelhos diferenciais de 8000 Kg cada foram instalados nas carlingas no topo das torres, e ligados por meio de correntes à extremidade inferior do viaduto, que foi assim lentamente içado, sempre encostado às torres, até ficar na horizontal, enquanto que o pilar ficou na vertical. Esta manobra foi auxiliada por dois guinchos e cadernais situados no último andar do prédio do conde de Tomar, que estavam presos por cadeias ao topo do pilar, para o fazer rodar no sentido correcto. Logo que o viaduto tocou no terraço do Carmo, a multidão, que assistia à manobra desde o terraço, as ruas e as janelas das casas, irrompeu numa salva de palmas.
A construção do elevador foi executada pela firma Cardoso & Dargent. A montagem do sistema mecânico foi dirigida por Manuel José Gil, que era conhecido por já ter feito anteriormente vários trabalhos difíceis.

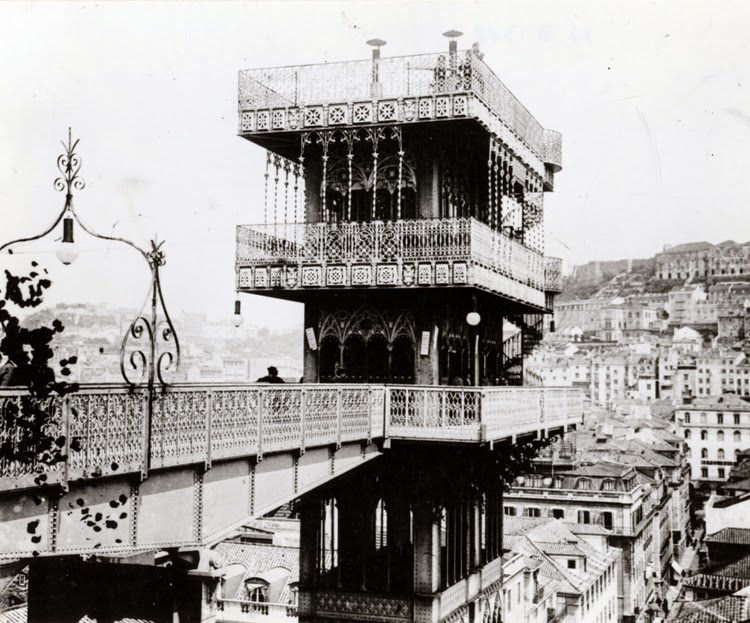
Elevador de Santa Justa, em 1902.

### Testes e inauguração
Em 11 de Junho de 1902, iniciaram-se as experiências definitivas, que começaram durante a tarde e duraram toda a noite, tendo sido terminados na tarde do dia 12. Primeiro foram testadas separadamente as máquinas e as cabinas, e depois passou-se aos seus componentes de ligação entre estes dois elementos, tendo sido testado no final o funcionamento combinado do conjunto. De forma a melhor estudar os componentes mecânicos, as cabinas ainda estavam em esqueleto, ou seja, sem as paredes de madeira, os resguardos laterais nem os elementos decorativos, apenas com um piso provisório em madeira. Para testar os sistemas de segurança, primeiro parou-se uma das cabinas no topo, que ficou presa no local através da inserção de vigas de ferro apoiadas nas carlingas da torre; depois, foi instalado um aparelho diferencial na segunda cabina, tendo sido anteriormente calculado o ponto de suspensão sólido do aparelho através de vigas apoiadas nas carlingas. A cabina foi então suspensa, o freio manual foi aberto e o aparelho foi amarrado num local diferente do ponto de suspensão do cabo, provocando desta forma um afrouxamento da tensão do cabo, e o accionamento dos mecanismos automáticos. O aparelho foi aliviado, deixando a cabine suspensa apenas pelos elementos automáticos, e totalmente independente do cabo de suspensão. Também foram testados os freios manuais, através do desligamento do sistema automático nos seus pontos de aplicação por um aparelho diferencial; desta forma, ficando sempre o cabo frouxo, a cabina ficou suspensa sobre o aparelho, e foi travada através do freio manual, deixando o freio automático afastado para não exercer qualquer acção. A cabina ficou imóvel, e conseguiu resistir mesmo à força de um macaco de grande potência que tinha sido utilizado para a tentar mover. Estas experiências foram por várias vezes repetidas nas duas cabinas, sempre com sucesso, e os componentes foram inspeccionados antes e depois dos testes, sem se verificarem quaisquer danos. Em seguida, foram testadas as máquinas: uma delas foi desligada do guincho e foi-lhe aberto o vapor, depois de preparada, tendo sido posta em movimento nos dois sentidos e parada várias vezes, teste que correu perfeitamente. Depois a máquina foi engatada ao veio do guincho pela cadeia de transmissão Galle, que também funcionou sem problemas, movendo-se sem ruído mesmo nas maiores velocidades de marcha, tendo-se mantido a sua tensão devido a um aparelho regulador. Em seguida, experimentou-se a segunda máquina isoladamente, e depois as duas em conjunto. A última experiência a ser feita foi relativa ao movimento independente das cabines, já durante a noite. Vários operários entraram na cabina superior, para a fazer mover sozinha apenas com o efeito da gravidade, sendo a descida regulada apenas pelo freio manual. Esta experiência foi muito lenta, devido ao atrito provocado pelos vários componentes do elevador, que estavam a ser lubrificados ao mesmo tempo. Depois repetiu-se o teste com a outra cabina, desta vez utilizando também vigas de ferro para fazer peso, tendo a viagem sido mais rápida. Fez-se esta experiência uma terceira vez, mas com três homens e algumas vigas de ferro na cabina inferior, e apenas os operários na cabina superior, tendo o seu peso sido suficiente para mover ambas as cabinas. Por volta das cinco horas, houve uma pausa para café, e repetiram-se as experiências anteriores, cada vez com melhores resultados. Às oito horas, os componentes foram todos ligados uns aos outros de forma a completar o sistema e a deixá-lo pronto para funcionar normalmente, trabalho que só terminou por volta das 16 horas. Em seguida, iniciaram-se as experiências definitivas, onde foram feitas várias viagens completas, com alguns passageiros voluntários dentro das cabines. Durante estes ensaios, quais ocorreu um incidente que demonstrou as condições de segurança: cada cabina estava equipada com um empregado guarda-freio, que a um sinal do maquinista deveriam libertar os travões. O maquinista então accionou os motores, mas as cabinas não se moveram, nem mesmo com ambos os motores no máximo. Descobriu-se então que o guarda-freio da cabina inferior por lapso não tinha desactivado o seu travão manual, que foi suficiente para bloquear todo o sistema, mesmo na sua potência máxima.
No dia 24 desse mês foram feitas novas experiências, para a inspecção dos engenheiros da autarquia. As manobras foram executadas pelo pessoal da companhia, e dirigidas por António Silvério Vieira, enquanto que os engenheiros municipais eram António Maria de Avelar e António Luz. Primeiro foram feitas experiências nas cabines, na zona inferior das torres, tendo sido inicialmente testados os freios automáticos, e depois os manuais. Em seguida, as cabines foram carregadas com areia, de forma a simular o peso da carga máxima e uma sobrecarga de mais um terço. Foram observadas as cabines em movimento e depois o uso dos freios manuais, e em seguida foram feitas várias manobras para experimentar o sistema mecânico, tanto dos motores como das cabines. Os engenheiros ficaram plenamente satisfeitos com a eficiência dos sistemas de segurança, dos motores e das transmissões. Nessa altura, estava prevista uma inspecção complementar ao elevador antes da sua abertura ao público, que deveria ser assistida pelo engenheiro Frederico Ressano Garcia.
Em 9 de Julho, foram feitas as experiências oficiais para testar os freios, a resistência do cabo e outros componentes.
A 10 de Julho de 1902, o elevador inaugurou o serviço público. Nesse dia a chuva e a trovoada abateram-se sobre a cidade, mas nem mesmo assim esfriou o entusiasmo e a curiosidade de quantos quiseram experimentar o novo transporte ou apenas admirar o panorama. Era meio dia quando, sob o olhar atento da multidão, se procedeu à experiência definitiva com as cabines transportando para a estação superior grande número de convidados e de representantes da imprensa. Pouco depois chegava o Secretário Geral do Governo Civil, Dr. Alberto Cardoso de Menezes, para presidir à cerimónia a qual teve lugar de imediato. Nessa ocasião, uma banda instalada no terraço do prédio do Conde de Tomar executou o hino nacional enquanto no ar subiam girândolas de foguetes. Foi feita uma cerimónia do copo de água no terraço do elevador, tendo sido feitos vários brindes à empresa, a Raul Mesnier de Ponsard, aos construtores, à imprensa e aos operários. No entanto, a cerimónia ficou marcada pela ausência de Mesnier, que não pôde comparecer devido a um ataque de dor ciática.
Foi considerada uma obra arrojada à época, atendendo ao desnível vencido, aos materiais utilizados e viadutos construídos, que possibilitaram os acessos à estação superior no Carmo.
Na altura da sua inauguração, era apelidado de Ascensor Ouro-Carmo. A diferença de nível entre o piso da estação inferior (Rua de Santa Justa, na Baixa) e o da superior (Rua do Carmo) é de trinta metros.

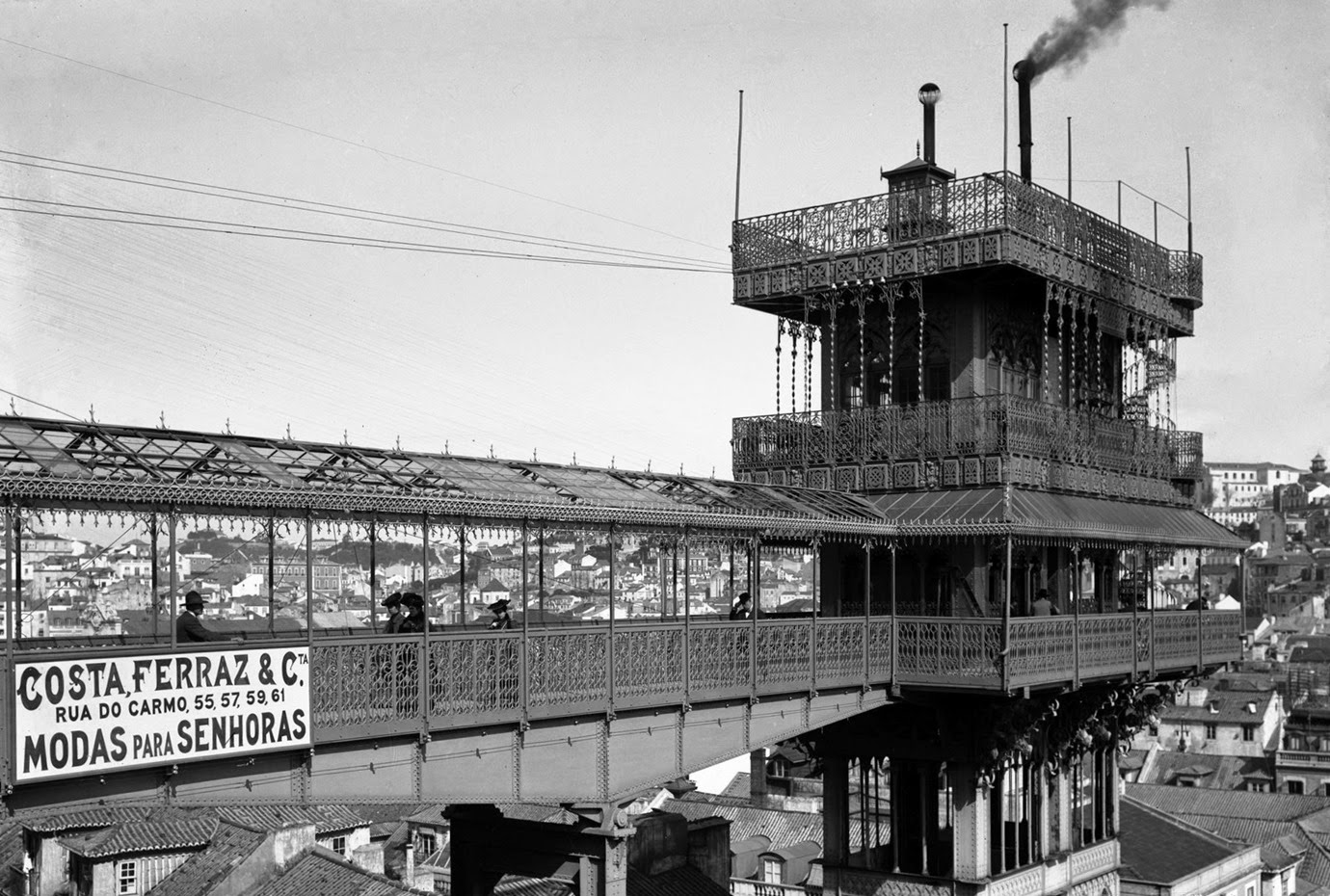
Pisos superiores do elevador de Santa Justa, vendo-se a chaminé do motor a vapor em funcionamento.

### Primeiros anos
Nos primeiros anos, o elevador funcionava por meio de um motor a vapor, colocado num dos pisos superiores da torre, que foi substituído por um motor eléctrico em 6 de Novembro de 1907. Na sessão de 12 de Março de 1903, a comissão administrativa da Câmara Municipal de Lisboa determinou uma nova tabela de taxas a aplicar a ascensores verticais, que se aplicava aos ascensores do Carmo e de Santa Justa. No dia em que ocorreu o regicídio do Rei D. Carlos, em 1 de Fevereiro de 1908, a imprensa reportou que as ruas da capital ficaram praticamente vazias, tal como os transportes públicos, incluindo o Elevador de Santa Justa.
Posteriormente, a empresa que geria o Elevador de Santa Justa foi integrada na Companhia Carris de Ferro de Lisboa.

### Décadas de 1950 a 1980
Em 31 de Agosto de 1951, a Companhia Carris de Ferro de Lisboa festejou o cinquentenário da inauguração dos carros eléctricos entre o Cais do Sodré e Algés, e o lançamento da ponte do elevador de Santa Justa.
Em 10 de Maio de 1970, o governo instituiu novas regras internas de segurança, que contemplavam a instalação de postos e de patrulhas de vigilância em vários pontos da capital, incluindo no Elevador de Santa Justa. Durante a Revolução de 25 de Abril de 1974, a Companhia dos Lóios foi atacada junto à Gare do Rossio por soldados da Escola Prática de Cavalaria, que ocupavam o Elevador de Santa Justa.
O dramático Incêndio do Chiado, que destruiu alguns dos edifícios daquela zona comercial em 1988, não atingiu este elevador.[carece de fontes?]

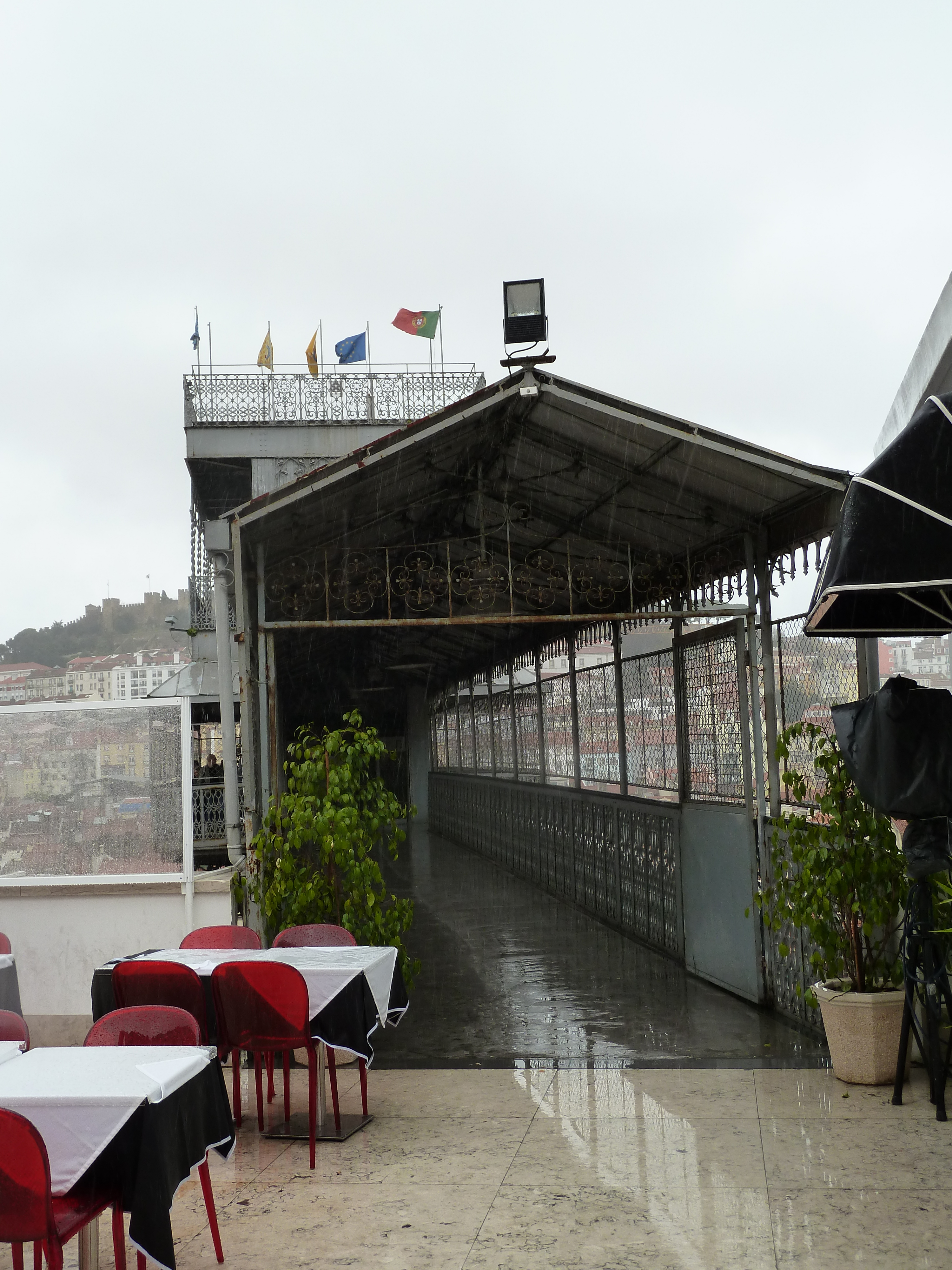
Passadiço superior do Elevador de Santa Justa, em 2011.

### Século XXI
Atualmente constitui-se numa das estruturas mais visitadas na cidade, não apenas por portugueses mas, essencialmente, por turistas estrangeiros que procuram conhecer ambientes do passado (madeira e latão), processos mecânicos de transporte, e as soberbas vistas do piso superior sobre a cidade de Lisboa.[carece de fontes?]

## Leitura recomendada
- ALMEIDA, Jaime Fragoso (2010). Elevadores, ascensores e funiculares de Portugal. Lisboa: CTT Correios de Portugal. 169 páginas. ISBN 978-972-8968-28-1
- ALVES, Maria Amélia Lemos (2002). Lisboa dos elevadores. Lisboa: Câmara Municipal de Lisboa. 63 páginas. ISBN 972-8695-12-8
- VENTURA, António; SANTANA, Francisco (2006). História da Companhia Carris de Ferro de Lisboa em Portugal. 3 Volumes. Lisboa: Companhia Carris de Ferro de Lisboa e Academia Portuguesa da História. ISBN 972-624-161-8